# إديث بيكتون توربيرفيل
إديث بيكتون توربيرفيل، حاصلة على رتبة الإمبراطورية البريطانية، (13 يونيو 1872 - 31 أغسطس 1960) هي مصلحة اجتماعية إنجليزية وكاتبة وسياسية من حزب العمال. من عام 1929 إلى عام 1931، شغلت منصب عضو البرلمان عن دائرة ذا ريكين الانتخابية في شروبشاير.

## نشأتها
ولدت إديث في فونهوب، هيريفوردشاير، في 13 يونيو 1872، وهي إحدى الابنتين التوأم لجون بيكتون وارلو، الذي عمل آنذاك قبطانًا في فيلق أركان مدراس، وزوجته إليانور تمبل، ابنة السير البارونيت التاسع غرينفيل تمبل. غيرت لقبها العائلي من وارلو إلى بيكتون توربيرفيل لتحذو بذلك حذو والدها عندما ورث في عام 1892 عقار توربيرفيل في إويني بريوري في غلامورغان. تألف العقار من أراض تجاوزت مساحتها 3000 فدان وكان مالكًا لعقارات المناجم ومحافظًا؛ كان عضوًا في مجلس مقاطعة بيني بونت الريفية. تلقت إديث تعليمها في المدرسة الملكية في باث. كان لبيئتها العائلية ومدرستها دور في تشجيعها على الإيمان بأن الحياة أمر فعال ونشط، واتسمت بكونها شديدة التدين.

## العمل التبشيري مع رابطة الشابات المسيحية
ساهم العمل الاجتماعي والخيري في تحول إديث إلى الحركة العمالية، ما دفعها إلى استنتاج أن «إجراء التغييرات الأساسية في القانون أمر ضروري ليحظى الشعب بظروف حياة أفضل». نشأت في عائلة مترابطة من الناحية الأرستقراطية، على الرغم من أنها لم تكن غنية حتى أصبحت كبيرة في العمر.
تجربتها الأولى في العمل الاجتماعي هي انضمامها إلى جانب القوات البحرية التي تعمل على بناء سكة حديد فيل أوف غلامورغان، بالقرب من منزلها. عاشوا في ظروف صعبة، بعيدين عن المجتمع المحلي، وحاولت إديث تحسينهم خلقيًا من خلال الدين وتوفير غرفة للقراءة. تركزت اهتماماتها في هذا الوقت على العمل الإنجيلي، والتحقت بمدرسة تدريب للمبشرين في لندن للتحضير للعمل التبشيري في الشرق. انطوى جزء من الدورة على زيارة الأحياء الفقيرة، ما جعلها على اتصال مع الأحياء الفقيرة في شورديتش وعلى اطلاع بشرور التفرقة العرقية.
عندما كانت شابة، التقت بإميلي كينيرد، من رابطة الشابات المسيحية، ليكون ذلك بداية اهتمام إديث بهذه المنظمة. في عام 1900، ذهبت إلى الهند للعمل في رابطة الشابات المسيحية، وتركز عملها بين الهنود الإنجليز والطالبات الهنديات، وعادت إلى موطنها بسبب اعتلال صحتها في عام 1906. عادت إلى الهند بعد مرضها وأصبحت سكرتيرة السفر لقسم طلاب رابطة الشابات المسيحية في جنوب الهند، وغادرت أخيرًا في عام 1908 بعد إصابتها بالملاريا. لم تفقد أبدًا اهتمامها بالهند، ثم نشطت لاحقًا في المناقشات الهندية خلال عامين في مجلس العموم. عقب عودتها إلى موطنها أصبحت وزير الخارجية من عام 1909.
في هذا الوقت، شاركت إديث في الحملة التي تنادي بحق المرأة في الاقتراع، ووقفت إلى الجانب المدافع عن حق الاقتراع، وكان ذلك بقيادة ميليسنت فوسيت بدلًا من سيلفيا بانكهيرست، التي كانت تحظى باحترام كبير. خلال الحرب العالمية الأولى، شاركت في أعمال رابطة الشابات المسيحية لتوفير بيوت وملاجئ للنساء العاملات في مجال الذخيرة ولأعضاء الفيلق المساعد للجيش النسائي في فرنسا. لهذا العمل، حصلت على وسام الإمبراطورية البريطانية في عام 1918. عملت، لبعض الوقت، مدير استئناف لجنة رعاية عمال الذخيرة، لرابطة الشابات المسيحية، ونائب الرئيس الوطني من عام 1914 إلى عام 1920 ومن عام 1922 إلى عام 1928.

## حملة من أجل أن تعمل المرأة في الكهنوت
كانت إحدى رغبات إديث السماح للنساء بالعمل في الكهنوت ودخول كنيسة إنجلترا. بعد فترة وجيزة من نهاية الحرب العالمية الأولى، أصبحت أول امرأة تبشر بموجب خدمة قانونية في كنيسة إنجلترا، في شمال سومركوت في لينكولنشاير. هي كذلك واحدة من عدد من النساء اللواتي بشرن في كنيسة القديس بوتولف، بيشوبسغيت، بطلب من الكاهن هدسون شو.
حصلت على شهادة أسقف لندن للأبرشية للعمل الإنجيلي، وبقيت مكانة المرأة في الكنيسة شغلها الشاغل طوال حياتها. كتبت العديد من الكتب والمقالات حول هذا الموضوع، ودائمًا ما كانت تناضل من أجل أن تشغل المرأة مكانًا متساويًا في التسلسل الهرمي للكنيسة.

## حزب العمل
خلال سنوات الحرب، جرى أول تواصل بين إديث وأشخاص من حزب العمل، ومنهم؛ جورج لانسبري ومارغريت بوندفيلد. يبدو أنها تركت أثرًا خاصًا لدى بوندفيلد، وتأثرت كثيرًا بأهداف العمل لآرثر هندرسون (1918).
انضمت إلى حزب العمال في عام 1919، وأصبحت مرشحة برلمانية عن دائرة إزلينغتون الشمالية في الانتخابات العامة لعام 1922. كانت مود رويدن وإيزابيلا فورد من بين أولئك الذين قدموا لها دعمًا مكثفًا في الحملة، وعلى الرغم من أنها لم يكن لديها أمل كبير في الفوز بالمقعد، زادت من حصة حزب العمال في التصويت.
في الانتخابات العامة لعام 1923، لم ترشح إديث نفسها، ولكنها عملت في بورت تالبوت لصالح رامزي ماكدونالد، الذي بقيت معه على علاقة ودية حتى وفاته. مع ذلك، انتقدت أفعاله في سيرتها الذاتية.
كانت إديث بيكتون تروبيرفيل أحد المرشحين الخاسرين عن دائرة ستراود في غلستوشير في عام 1924 وأدلت ببعض التعليقات التي انتقدت صمت رئيس وزراء الحزب ماكدونالد بشأن رسالة زينوفايف، والتي تبين أنها مزورة. أشارت إلى أن عدم تعليق ماكدونالد كان له «تأثير مدمر» على مرشحي حزب العمال في الانتخابات. في فبراير 1925، جرى اختيارها مرة أخرى مرشحة عن حزب العمال، ولكنها استقالت في يونيو 1925 بسبب الخلاف في الحزب المحلي، وبعد ذلك استقال توم لانغهام، رئيس الحزب مع نائبين للرئيس.
في عام 1925، جرى اختيارها مرشحة عن حزب العمال لمقعد هامشي عن دائرة ذا رينكين، في شروبشاير، وهي دائرة انتخابية ريفية إلى حد كبير ذات مجتمع يتألف من نحو أربعة آلاف شخص يعمل معظمهم في التعدين؛ وأصبحت صديقة مقربة لوكيل عمال المناجم المحلي ويليام (بيل) لاثام -«رجل كبير في السن ورائع، ورجل كنيسة صغيرة قوي ذو خطب مليئة بعبارات ومراجع العهد القديم».

## الحياة في البرلمان
على الرغم من كونها أنجليكانية، طُلب منها كثيرًا الوعظ في المصليات المحلية في منطقة ريكين، وفازت بمقعد الدائرة في الانتخابات العامة لعام 1929 بنحو 3000 صوت. عندما أُعلنت النتائج، هلل العامة بالترانيم الدينية «سبح لله الذي تتدفق منه كل النعم».
في عام 1929، بلغ عدد النساء في مجلس العموم الجديد 14 امرأة مع ما يزيد قليلًا عن 600 رجل؛ وتستحق سيرتها الذاتية خلال عملها في البرلمان 1929-1931 القراءة. ذكرت أنها مهتمة بمركز المرأة المتدني في المجتمع، وأيدت دائمًا تدابير الإصلاح وطرحت مشروع قانون عقوبة الإعدام (الأمهات الحوامل) لمنع إصدار حكم الإعدام على الحوامل بنجاح. خلال عملها هذا، أظهرت إنسانيتها وعاطفتها. بسبب معرفتها بالقانون الكنسي، رشحتها الحكومة -وهي أول امرأة يجري ترشيحها - إلى اللجنة الكنسية في البرلمان (يوليو 1929).
ارتكزت سياستها على الاعتدال وكانت معجبة بماكدونالد، ولكن في ظل أزمة عام 1931، بعد فترة من التردد -امتنعت عن التصويت في أول تصويت على الثقة طالبت الحكومة الوطنية به- قررت البقاء مع حزب العمال. كان هندرسون وويليام غراهام، ولا سيما الأخير، أحد المؤثرين الأساسيين على قرارها هذا.
كانت إديث من المدافعين المتحمسين عن عمل المرأة في جهاز الشرطة، إذ نظمت عددًا من المناقشات البرلمانية حول هذه القضية. في حديثها في يوليو 1931، جادلت بأن «استخدام الشرطيات المتدربات يخلق نظامًا اجتماعيًا أفضل في مدننا»، ودعت إلى توظيف المزيد من النساء في جهاز الشرطة.
في الانتخابات العامة لعام 1931، خسرت مقعدها أمام جيمس بالدوين ويب من حزب المحافظين. توقعت إديث تلك النتيجة تمامًا، وفي روايتها الخاصة عن تلك الأيام، أكدت التأثير الهائل للبث الإذاعي لماكدونالد وفيليب سنودن في كسب الدعم للحكومة الوطنية. كتبت لاحقًا: «مع ذلك، كان الذعر الذي نشأ إزاء المال كبيرًا لدرجة أنني أعتقد حقًا أنه إذا ترشح شمبانزي في تلك الانتخابات للحكومة الوطنية لكان حصل في بعض الظروف على مقعد في البرلمان».